# Primera División (Chile) 1941
Die Primera División 1941, auch unter dem Namen 1941 Campeonato Nacional de Fútbol Profesional bekannt, war die 9. Saison der Primera División, der höchsten Spielklasse im Fußball in Chile.
Die Meisterschaft gewann das Team von CSD Colo-Colo. Es war der dritte Meisterschaftstitel der Vereinsgeschichte.

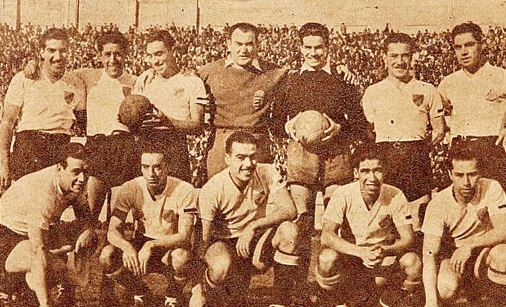
Das Meisterteam von Colo-Colo 1941

## Modus
Die zehn Teams spielen jeder gegen jeden mit Hin- und Rückspiel. Sieger ist die Mannschaft mit den meisten Punkten. Bei Punktgleichheit entscheidet das Torverhältnis.

## Teilnehmer
Teilnehmer waren zehn Teams aus der Hauptstadt Santiago. Es spielten die gleichen Teams wie im Vorjahr.

## Tabelle
| Pl.                       | Verein                     | Sp. | S  | U | N  | Tore    | Diff. | Punkte |
| ------------------------- | -------------------------- | --- | -- | - | -- | ------- | ----- | ------ |
| 1.                        | CSD Colo-Colo              | 17  | 13 | 4 | 0  | 059:270 | +32   | 30     |
| 2.                        | Santiago Morning           | 18  | 8  | 6 | 4  | 038:340 | +4    | 22     |
| 3.                        | Audax Italiano             | 18  | 8  | 5 | 5  | 051:350 | +16   | 21     |
| 4.                        | CD Magallanes              | 18  | 7  | 6 | 5  | 041:370 | +4    | 20     |
| 5.                        | Unión Española             | 17  | 7  | 5 | 5  | 043:410 | +2    | 19     |
| 6.                        | Universidad Católica       | 18  | 9  | 0 | 9  | 040:490 | −9    | 18     |
| 7.                        | Santiago National Juventus | 18  | 5  | 4 | 9  | 036:480 | −12   | 14     |
| 8.                        | CD Green Cross             | 17  | 6  | 0 | 11 | 031:440 | −13   | 12     |
| 9.                        | Universidad de Chile (M)   | 18  | 5  | 1 | 12 | 037:450 | −8    | 11     |
| 10.                       | Badminton FC               | 17  | 3  | 3 | 11 | 033:490 | −16   | 09     |
| Quelle: , Stand: Endstand |                            |     |    |   |    |         |       |        |

| Die zwei Partien Badminton gg. Colo-Colo und Green Cross gg. Unión Española am letzten Spieltag wurden aus unbekannten Gründen nicht ausgetragen |

## Beste Torschützen
| Rang | Spieler       | Klub                       | Tore |
| ---- | ------------- | -------------------------- | ---- |
| 1    | José Profetta | Santiago National Juventus | 19   |